# Valentin Bontus
Valentin Bontus est un kitesurfeur autrichien né le 1er février 2001 à Perchtoldsdorf, en Basse-Autriche. Il a remporté la médaille d'or du Formula Kite masculin aux Jeux olympiques d'été de 2024, organisés à Paris.